# Riemann-oppervlak

Riemann-oppervlakte voor de functie

In de wiskunde, in het bijzonder in de functietheorie, is een riemann-oppervlak een eendimensionale complexe variëteit. Riemann-oppervlakken werden voor het eerst door Bernhard Riemann bestudeerd en zijn ook naar hem genoemd. Ze kunnen worden gezien als 'vervormde versies' van het complexe vlak. Lokaal, in de buurt van een willekeurig punt, zien ze eruit als delen van het complexe vlak, maar de globale topologie kan heel anders zijn. Zo kan een riemann-oppervlak er als een bol uitzien, als een torus of een paar aan elkaar geplakte vellen papier.
Het belangrijkste aspect van riemann-oppervlakken is dat men holomorfe functies kan definiëren tussen twee riemann-oppervlakken. Riemann-oppervlakken worden tegenwoordig beschouwd als de natuurlijke context voor de studie naar het globale gedrag van holomorfe functies, zoals worteltrekken en de logaritmen.
Elk riemann-oppervlak is een tweedimensionale reële analytische variëteit, dat wil zeggen, een oppervlak, maar het bevat meer structuur die nodig is voor de eenduidige definitie van holomorfe functies. Een tweedimensionale reële variëteit kan alleen dan in een riemann-oppervlak worden omgezet, gewoonlijk op verschillende manieren, als deze variëteit oriënteerbaar is. De bol en de torus laten dus complexe structuren toe, maar de möbiusband, de kleinfles en het projectieve vlak niet, aangezien zij niet oriënteerbaar zijn.
De wiskunde van de riemann-oppervlakken kan op veel verschillende manieren worden toegewend en biedt vaak de intuïtie en motivatie voor generalisaties naar andere krommen en variëteiten. De stelling van Riemann-Roch is hier een voorbeeld van.

## Definities
Er zijn verschillende gelijkwaardige definities van een riemann-oppervlak.
1. Een riemann-oppervlak {\displaystyle X} is een complexe variëteit van complexe dimensie een. Dit betekent dat {\displaystyle X} een samenhangende hausdorff-ruimte is die is uitgerust met een atlas, dat wil zeggen dat voor elk punt {\displaystyle x\in X} er een omgeving is die {\displaystyle x} bevat en die homeomorf is met de eenheidsschijf van het complexe vlak. Het homeomorfisme dat de structuur van het complexe vlak overbrengt naar het riemann-oppervlak, heet een kaart. Tevens wordt geëist dat transitieafbeeldingen tussen twee overlappende kaarten holomorf zijn.
2. Een riemann-oppervlak {\displaystyle X} is een riemann-variëteit van dimensie twee, vandaar de naam riemann-oppervlak, samen met een hoekgetrouwe structuur. Variëteit houdt in dat de ruimte lokaal, op elk punt {\displaystyle x} van {\displaystyle X}, verondersteld wordt zich te gedragen als in het reële vlak. Het voorvoegsel riemann betekent dat {\displaystyle X} is uitgerust met een zogenaamde riemann-metriek {\displaystyle g}, die het mogelijk maakt om hoeken op de variëteit te meten. Twee van zulke metrieken worden als hoekgetrouw equivalent beschouwd, indien de gemeten hoeken hetzelfde zijn. De keuze van een metriek, dus ook een equivalentieklasse van metrieken, op {\displaystyle X} is het aanvullende gegeven van de hoekgetrouwe structuur.

Een complexe structuur geeft aanleiding tot een hoekgetrouwe structuur door de keuze van de standaard gewone metriek gegeven op het complexe vlak, en deze met behulp van de eerder genoemde kaarten mee te nemen naar {\displaystyle X}.

## Voorbeelden

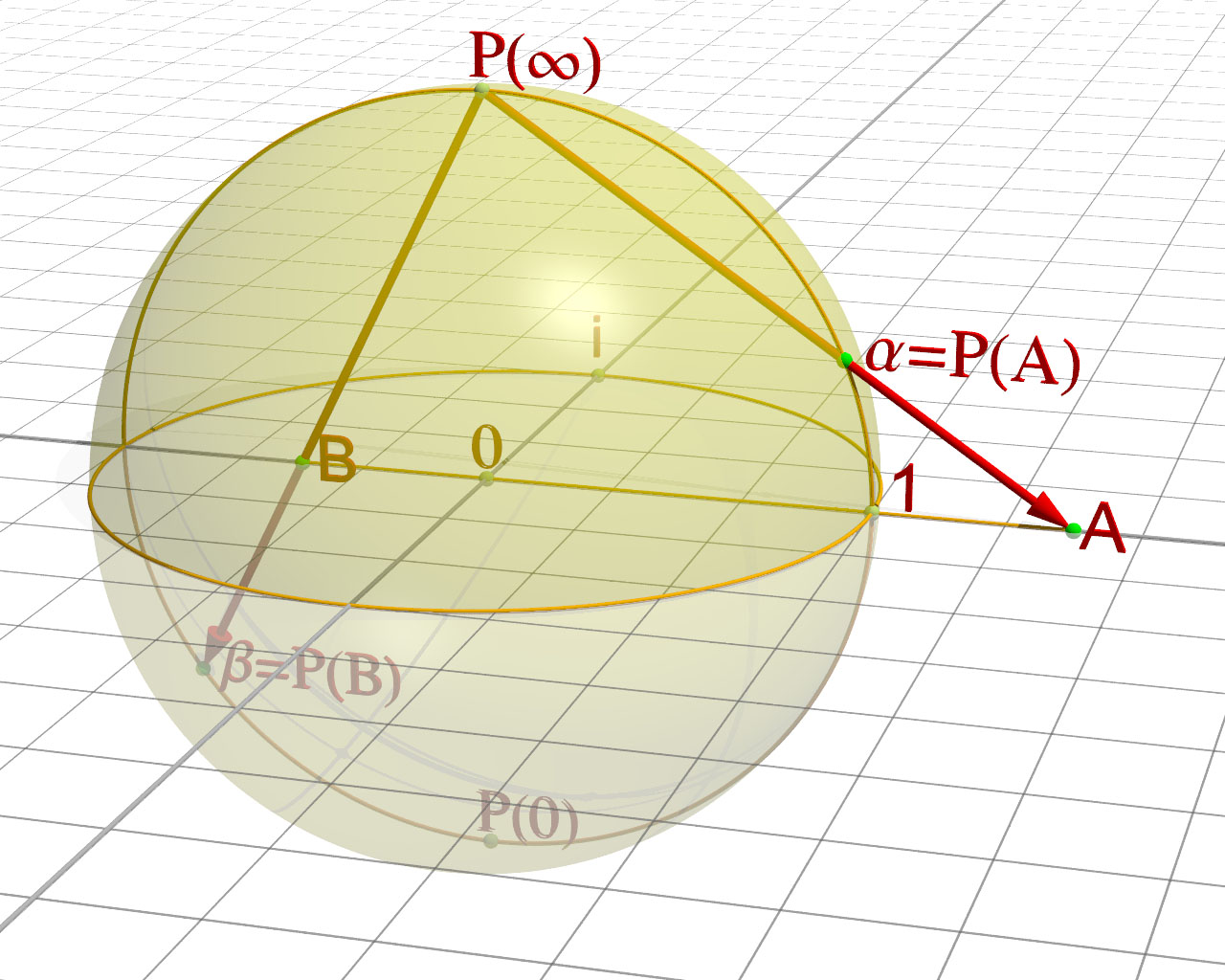
Riemann-oppervlak

- Het complexe vlak {\displaystyle \mathbb {C} } is misschien wel het meest basale riemann-oppervlak. De afbeelding {\displaystyle f(z)=z}, de identiteitsafbeelding, definieert een kaart voor {\displaystyle \mathbb {C} } en {\displaystyle \{f\}} is een atlas voor {\displaystyle \mathbb {C} }. De afbeelding {\displaystyle g(z)={\overline {z}}}, de geconjugeerde afbeelding, definieert ook een kaart op {\displaystyle \mathbb {C} } en {\displaystyle \{g\}} is een atlas voor {\displaystyle \mathbb {C} }. De kaarten {\displaystyle f} en {\displaystyle g} zijn niet compatibel, zodat {\displaystyle \mathbb {C} } hierdoor voorzien is van twee verschillende structuren als riemann-oppervlak. In feite is, gegeven een riemann-oppervlak {\displaystyle X} en de atlas {\displaystyle A}, de geconjugeerde atlas {\displaystyle B=\{f^{*}\mid f\in A\}} in geen enkel geval compatibel met {\displaystyle A}, en voorziet zij {\displaystyle X} van een verschillende, incompatibele riemann-structuur.
- Op een soortgelijke manier kan iedere open deelverzameling van het complexe vlak op een natuurlijke manier als een riemann-oppervlak worden gezien. Meer in het algemeen geldt dat elke open deelverzameling van een riemann-oppervlak zelf ook een riemann-oppervlak is.
- Zij {\displaystyle S=\mathbb {C} \cup \{\infty \}} en {\displaystyle f(z)=z} voor {\displaystyle z\in S,z\neq \infty }, en {\displaystyle g(z)=1/z} voor {\displaystyle z\in S,z\neq 0,z\neq \infty } en {\displaystyle g(\infty )=0}. Dan zijn {\displaystyle f} en {\displaystyle g} kaarten, zij zijn compatibel, en {\displaystyle \{f,g\}} is een atlas voor {\displaystyle S}, waardoor {\displaystyle S} een riemann-oppervlak wordt. Dit oppervlak wordt de riemann-sfeer genoemd, omdat dit oppervlak kan worden geïnterpreteerd als het wikkelen van het complexe vlak rondom deze sfeer. Deze riemann-sfeer is in tegenstelling tot het complexe vlak compact.

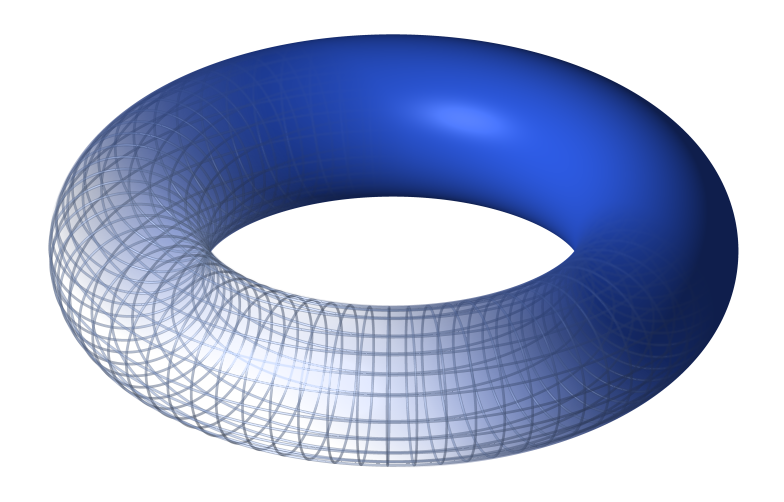
Torus

- Van de theorie van de compacte riemann-oppervlakken kan worden aangetoond dat deze equivalent is met die van de projectieve algebraïsche krommen die zijn gedefinieerd over de complexe getallen en die niet-singulier zijn. Bijvoorbeeld, de torus {\displaystyle \mathbb {C} /(\mathbb {Z} +\tau \mathbb {Z} )}, waarin {\displaystyle \tau } een complexe niet-reëel getal is, die via de Weierstrass-elliptische functie, geassocieerd met het rooster {\displaystyle \mathbb {Z} +\tau \mathbb {Z} }, correspondeert met een elliptische kromme, die wordt gegeven door een vergelijking

{\displaystyle y^{2}=x^{3}+ax+b}
Torussen zijn de enige riemann-oppervlakken van genus een, oppervlakken van hogere genera {\displaystyle g} worden geleverd door de hyperelliptische oppervlakken
{\displaystyle y^{2}=P(x)},
waarin {\displaystyle P} een complex polynoom is van graad {\displaystyle 2g+1}.
- Belangrijke voorbeelden van niet-compacte riemann-oppervlakken worden geleverd door analytische voortzetting.

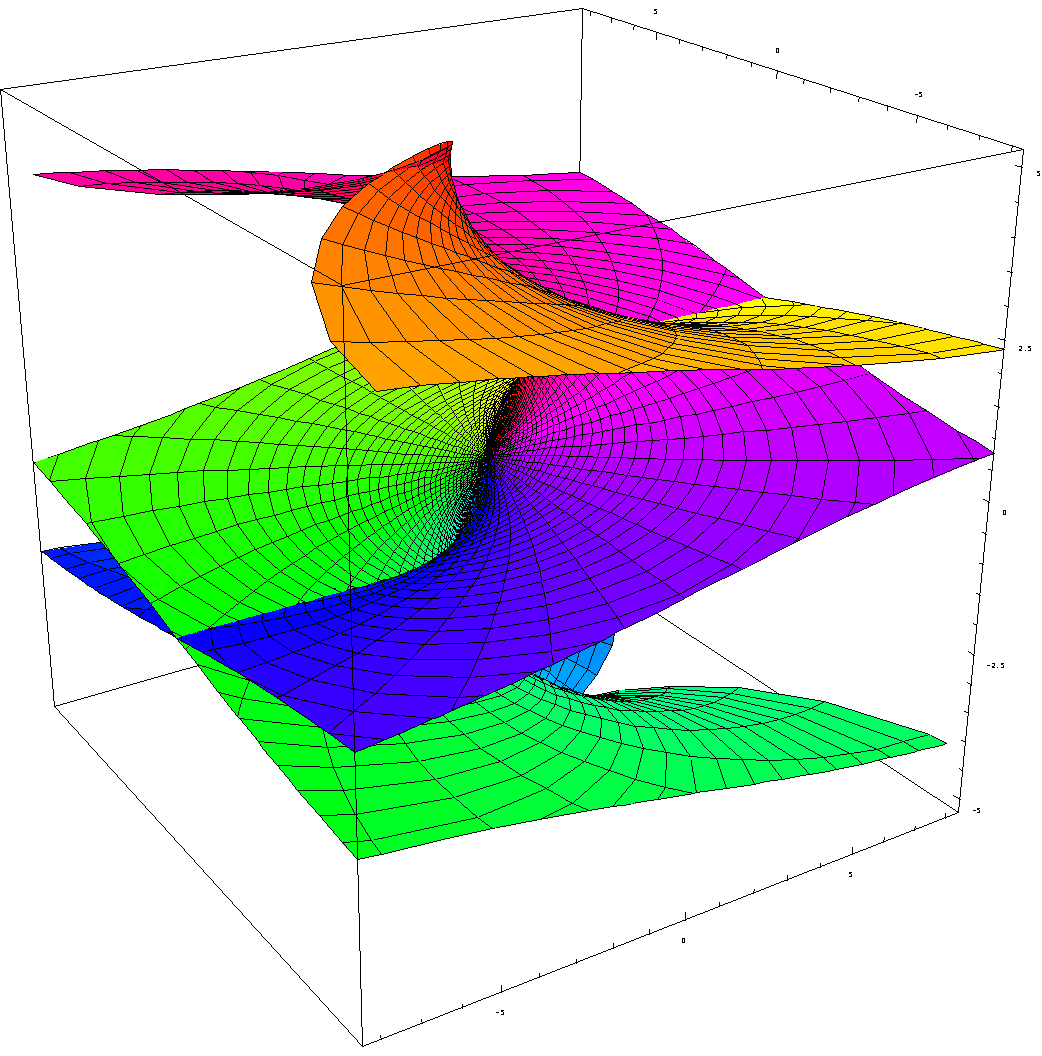
,
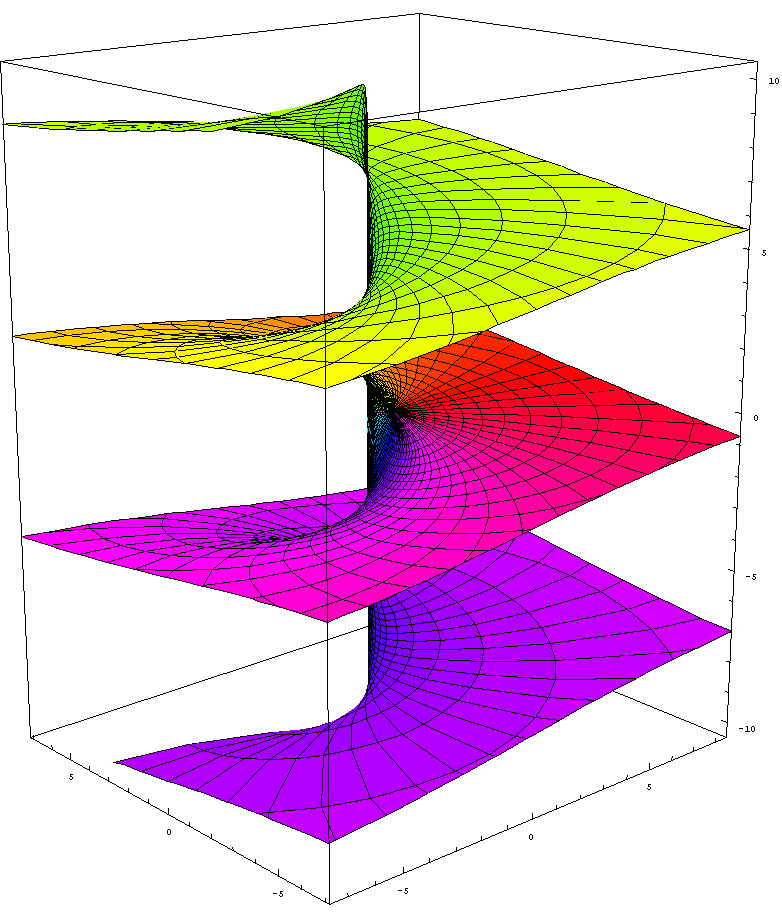
,
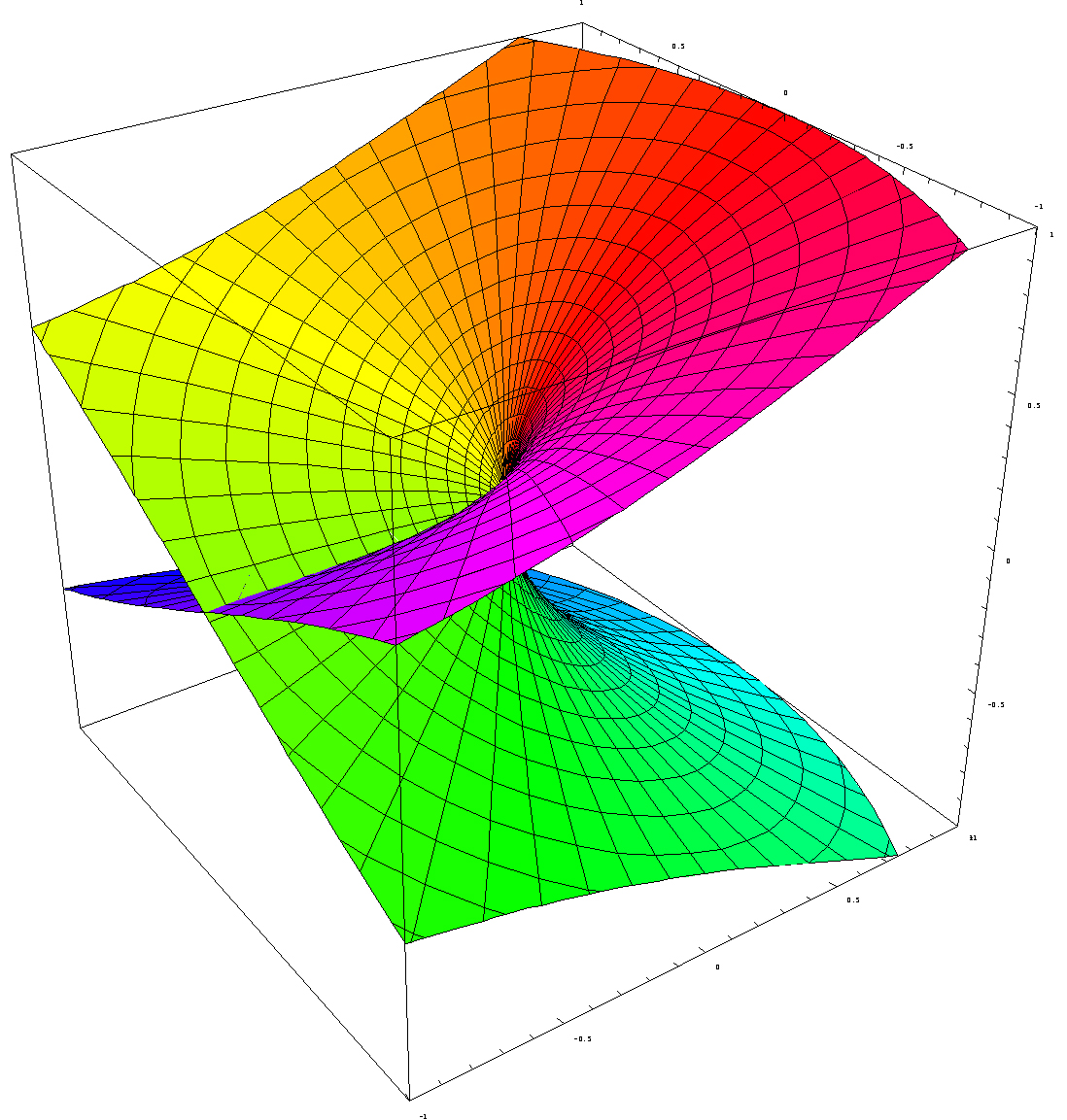
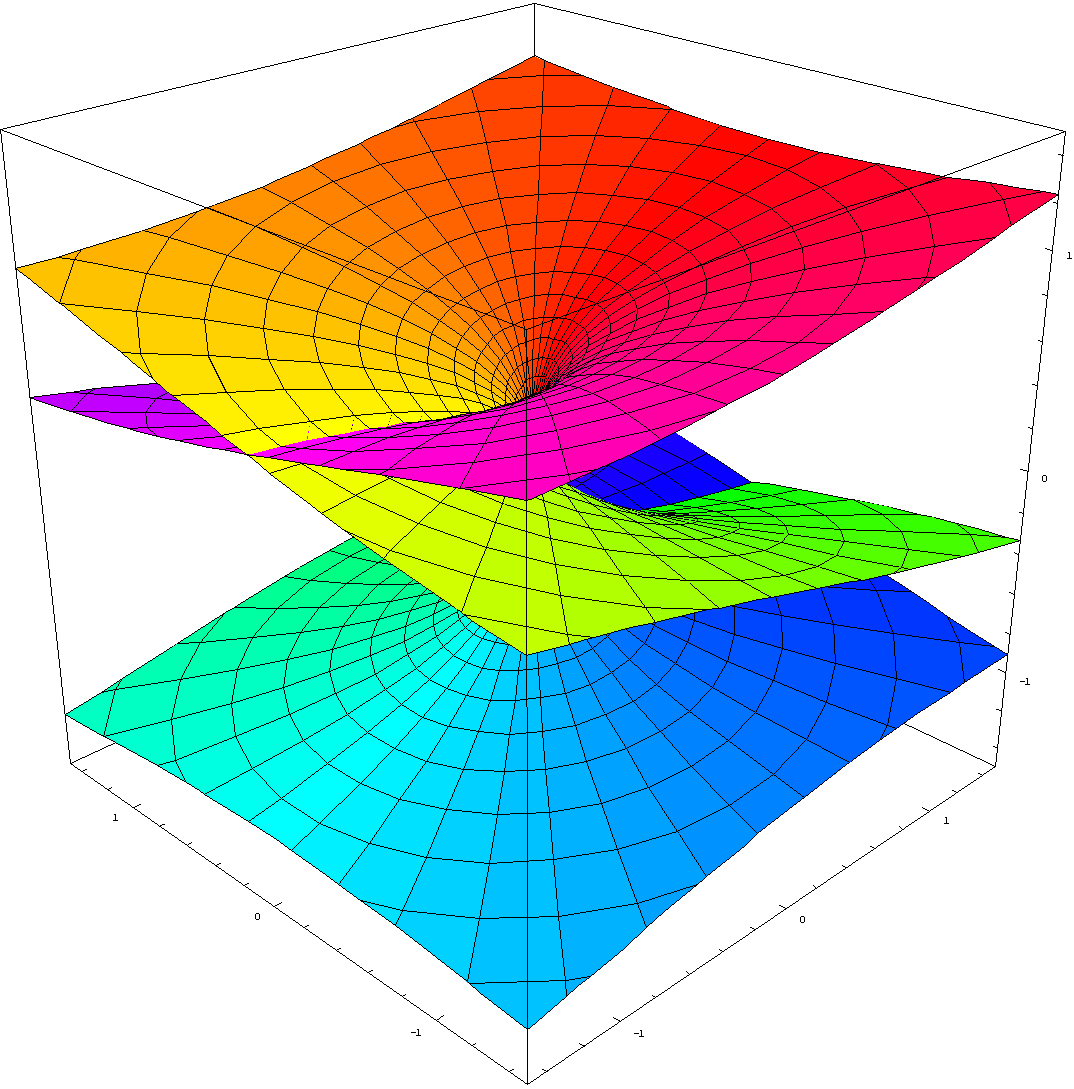
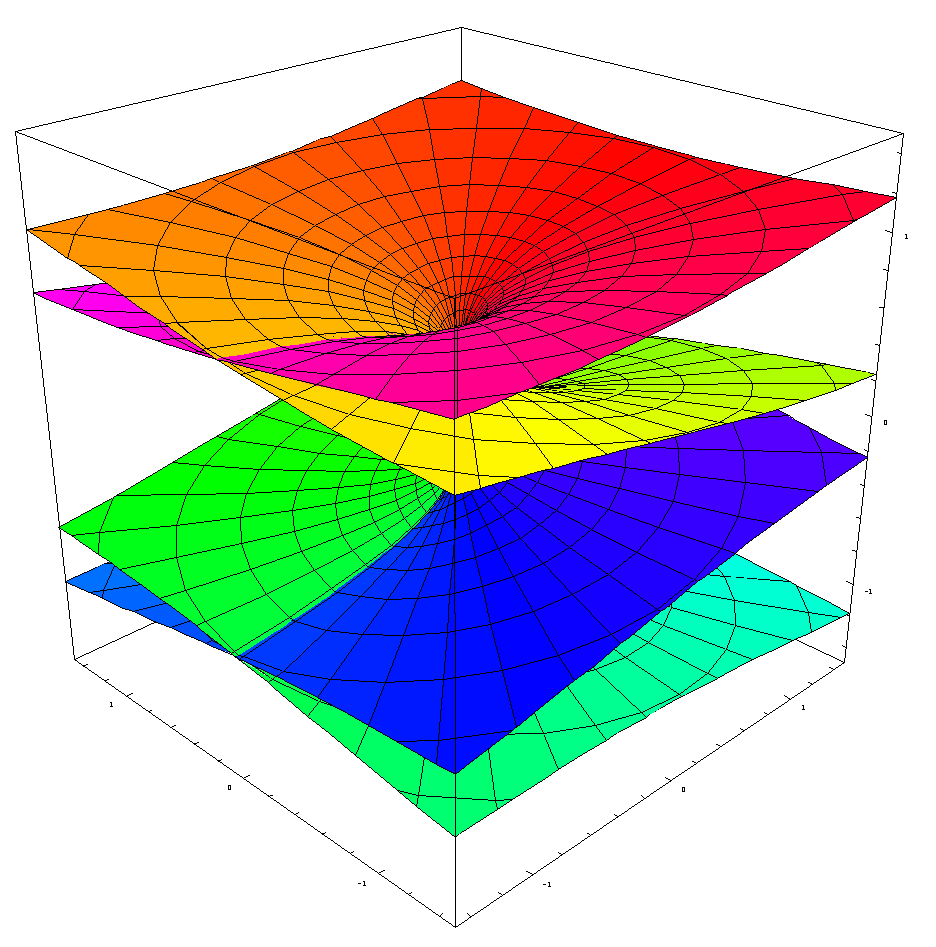

- {\displaystyle f(z)=\arcsin z},
- {\displaystyle f(z)=\log z},
- {\displaystyle f(z)=z^{\frac {1}{2}}}
- {\displaystyle f(z)=z^{\frac {1}{3}}}
- {\displaystyle f(z)=z^{\frac {1}{4}}}

## Classificatie
De riemann-oppervlakken kunnen in drie soorten worden verdeeld: hyperbolische, parabolische en elliptische riemann-oppervlakken. Het oppervlak {\displaystyle X} noemt men overeenkomstig en het onderscheid wordt gegeven door de uniformeringsstelling. Meetkundig corresponderen deze begrippen met negatieve kromming, geen kromming of plat, en positieve kromming. Het formuleren van de uniformiseringsstelling in termen van de hoekgetrouwe meetkunde, elke verbonden riemann-oppervlak {\displaystyle X} erkent een unieke volledige 2-dimensionale reële riemann-metriek met constante kromming −1, 0 of 1 die dezelfde hoekgetrouwe structuur induceert - elke metriek is qua hoekgetrouwheid gelijkwaardig aan een constante kromming metriek.
Voor enkelvoudig samenhangende riemann-oppervlakken geeft de uniformiseringsstelling aan dat ieder enkelvoudig samenhangende aangesloten riemann-oppervlak qua hoekgetrouwheid equivalent is aan van de drie onderstaande gevallen: 
elliptischde riemann-sfeer {\displaystyle {\widehat {\mathbb {C} }}=\mathbb {C} \cup \{\infty \}}, ook aangeduid als de complexe projectieve lijn {\displaystyle P^{1}(\mathbb {C} )}
parabolischhet complexe vlak {\displaystyle \mathbb {C} }, of
hyperbolischde open schijf {\displaystyle D=\{z\in \mathbb {C} \mid |z|<1\}} of equivallent het bovenhalfvlak {\displaystyle \mathbb {H} =\{z\in \mathbb {C} \mid \Im (z)>0\}}.
Het bestaan van deze drie soorten loopt parallel aan de verschillende soorten niet-euclidische meetkunden.
De algemene techniek van het associëren met een variëteit {\displaystyle X} van een universele dekkende ruimte {\displaystyle Y}, en de originele {\displaystyle X} uitdrukken als het quotiënt van {\displaystyle Y} door de groep van dektransformaties geeft een eerste overzicht van riemann-oppervlakken.

### Elliptische riemann-oppervlakken
Per definitie zijn deze de oppervlakken {\displaystyle X} met een constante kromming +1. De riemann-sfeer {\displaystyle {\widehat {\mathbb {C} }}=\mathbb {C} \cup \{\infty \}} is het enige voorbeeld. Elliptische functies zijn voorbeelden van parabolische riemann-oppervlakken. De naamgeving komt uit de geschiedenis: elliptische functies zijn gekoppeld aan elliptische integralen, die op hun beurt weer opduiken in de berekening van de omtrek van ellipsen.

### Parabolische riemann-oppervlakken
Per definitie zijn dit de oppervlakken {\displaystyle X} met een constante kromming 0. Op gelijkwaardige wijze moet, door de uniformeringsstelling, de universele overdekking van {\displaystyle X} het complexe vlak zijn.
Er zijn dan drie mogelijkheden voor {\displaystyle X}. Het kan het vlak zelf zijn, een cirkelring of een torus
{\displaystyle T=\mathbb {C} /(\mathbb {Z} \oplus \tau \mathbb {Z} )}
De verzameling van weergaven van de nevenverzamelingen worden fundamentele domeinen genoemd.
Men dient zich te realiseren dat twee tori altijd homeomorf aan elkaar, maar in het algemeen niet biholomorf aan elkaar zijn. Dit is de eerste verschijning van het probleem van de moduli. De modulus van een torus kan worden gevangen in een enkel complex getal {\displaystyle \tau } met een positief imaginair deel. In feite is de gemarkeerde moduliruimte, de Teichmüller-ruimte, van de torus biholomorf met het bovenste halfvlak of op gelijkwaardige wijze de open eenheidsschijf.

### Hyperbolische riemann-oppervlakken
De riemann-oppervlakken met kromming −1 worden hyperbolisch genoemd. Deze groep is het 'grootst'.
De gevierde afbeeldingstelling van Riemann stelt dat elke enkelvoudig aangesloten strikte deelverzameling van het complexe vlak biholomorf is aan de eenheidsschijf. Daarom is de open schijf met de poincaré-metriek van constante kromming −1 het lokale model van een hyperbolisch riemann-oppervlak. Volgens de uniformeringsstelling hierboven zijn alle hyperbolische oppervlakken quotiënten van de  eenheidsschijf.
Voorbeelden hiervan zijn alle oppervlakken met een genus {\displaystyle g>1}, zoals hyper-elliptische krommen.
Voor elk hyperbolische riemann-oppervlak is de fundamentaalgroep isomorf met de fuchs-groep. Het oppervlak kan dus gemodelleerd worden door een fuchs-model {\displaystyle \mathbb {H} /\Gamma }, waarin {\displaystyle \mathbb {H} } het bovenhalfvlak en {\displaystyle \Gamma } de fuchs-groep is. De verzameling van weergaven van de nevenklassen van {\displaystyle \mathbb {H} /\Gamma } zijn vrije regelmatige verzamelingen en kan worden gevormd in en op metrische fundamentele veelhoeken. Quotiënt-structuren, zoals {\displaystyle \mathbb {H} /\Gamma }, zijn gegeneraliseers naar shimura-variëteiten.
In tegenstelling tot de elliptische en parabolische oppervlakken is er geen classificatie van de hyperbolische oppervlakken mogelijk. Elke verbonden open strikte deelverzameling van het vlak geeft een hyperbolische oppervlak; beschouw het vlak minus een cantorverzameling. Een classificatie is voor oppervlakken mogelijk van het eindige type: die met eindig gegenereerde fundamentaalgroepen. Elk van deze heeft een eindig aantal moduli en op die wijze een eindig-dimensionale teichmüller-ruimte. Het probleem van de moduli, opgelost door Lars Ahlfors en uitgebreid door Lipman Bers, diende om Riemanns claim te rechtvaardigen voor een gesloten oppervlak van het geslacht {\displaystyle g,\ 3g-3} complexe parameters volstaan.
Wanneer een hyperbolisch oppervlak compact is, dan is de totale oppervlakte van het oppervlak gelijk aan {\displaystyle 4\pi (g-1)}, waarin {\displaystyle g} het genus van het oppervlak is; de oppervlakte wordt verkregen door de stelling van Gauss-Bonnet toe te passen op het oppervlak van de fundamentele veelhoek.